# Resolució 1781 del Consell de Seguretat de les Nacions Unides
La Resolució 1781 del Consell de Seguretat de les Nacions Unides fou adoptada per unanimitat el 15 d'octubre de 2007. Després de reafirmar totes les resolucions sobre Abkhàzia i Geòrgia, particularment la Resolució 1716 (2006), el Consell va ampliar el mandat de la Missió d'Observació de les Nacions Unides a Geòrgia (UNOMIG), que expirava el 15 d'octubre de 2007, fins al 15 d'abril de 2008. A més, "incitava a cadascuna de les parts a que consideressin i adrecessin seriosament les legítimes qüestions de seguretat de l'altra, que s'abstinguessin de qualsevol acte de violència i provocació, inclosa l'acció política o la retòrica, i que complissin plenament els acords previs sobre l'alto el foc i la no-violència."